# أنجيلا ماير
أنجيلا ماير (بالإنجليزية: Ángela Meyer)‏ هي ممثلة أمريكية، ولدت في 2 أغسطس 1947 في سانتورس ‏ في الولايات المتحدة.